# エラリー・クラーク
エラリー・ハーディング・クラーク (英語: Ellery Harding Clark, 1874年3月13日- 1949年2月17日)は、19世紀終盤から20世紀初頭にかけて活躍したアメリカ合衆国の男子陸上競技選手。1896年アテネオリンピックの走幅跳、走高跳の優勝者である。また、オリンピックの陸上競技で走幅跳と走高跳の両種目を制した唯一の選手である。

## 経歴
クラークはハーバード大学の学生であった1896年にアテネオリンピックに出場するため大学を欠席する許可が与えられる。（一方で、もう一人ハーバード大学からオリンピックを出場したジェームズ・コノリーは許可が与えられなかったため退学している。）
クラークは、走幅跳では助走路に帽子を置いてスタート位置を確認しようとしたが、審判（コンスタンティノス1世）から「これはプロが行うことだ」と言われ、2度にわたり除去される。クラークは3回目の跳躍だけが有効な試技となったが、6.35mの記録は優勝するのに十分な記録であった。クラークはさらに走高跳にも出場。1.81mの記録で、2位のコノリー、ロバート・ギャレットの1.65mを抑え、この競技も優勝を果たす。彼はさらに砲丸投にも出場したが、7人中、5位-7位という結果に終わっている。
クラークは国内の大会では、走幅跳も走高跳も優勝したことがなかった。彼は混成競技を得意とし、1897年、1903年のAAU（全米体育協会）選手権で優勝している。
クラークは、1904年セントルイスオリンピックの十種競技に出場する。しかし、気管支炎のため5つめの競技が終わった後、途中棄権し、彼のオリンピックは終了した。しかしその後も彼は競技を続け、国内の大きな大会で好成績を残し続けた。
その後のクラークは、作家、弁護士、陸上コーチそしてボストン市議会議員などの職についている。